# Orphninotrichia subulata
Orphninotrichia subulata är en nattsländeart som beskrevs av Wells 1983. Orphninotrichia subulata ingår i släktet Orphninotrichia och familjen smånattsländor. Inga underarter finns listade i Catalogue of Life.